# Juli Pòl·lux
|  | Per a altres significats, vegeu «Juli Pòl·lux (desambiguació)». |

Juli Pòl·lux (grec antic: Ἰούλιος Πολυδεύκης, Iūlios Polydéukēs, llatí: Julius Pollux) fou un gramàtic i sofista grec del segle ii nadiu de Nàucratis, la colònia grega d'Egipte. És autor d'un lexicó de llengua grega en deu llibres, la seva única obra que s'ha conservat.

## Vida
Educat pel seu pare, va anar a Atenes, on va estudiar retòrica amb el sofista Adrià i va obrir una escola privada de gramàtica i retòrica. L'emperador Còmmode el va nomenar cap de retòrica a Atenes. Va morir en el regnat d'aquest emperador a 58 anys, i va deixar un fill petit. L'any de floriment se situa al 183, segons la Suïda.

## Obra
Fou l'autor de diverses obres, de les quals se'n conserva una, i de les altres només es coneix el títol gràcies a la Suïda:
- Ονομαστικὸν ἐν βιβλίοις ί, un lexicó en deu llibres, cadascun dels quals tracta d'un tema diferent on explica breument el significat de les paraules i el seu ús en els autors antics. És la seva única obra conservada.
- Διαλέξεις ἤτοι λαλιαί, Dissertationes.
- Μελέται, Declamationes.
- Εἰς Κόμοδον Καίσαρα ἐπιθαλάμιος. Un text sobre el casament de Còmmode.
- Ρωμαϊκὸς λόγος. Un panegíric sobre Roma.
- Σαλπιγκτὴς ἢ ἀγὼν μουσικός. Un concurs sobre música
- Κατὰ Σωκράτους. Un discurs contra Sòcrates.
- Κατὰ Σινωπέων.
- Πανελλήνιος. Un discurs pronunciat davant d'uns grecs reunits.
- Ἀρκαδικός. Un discurs dirigit als arcadis o en elogi dels arcadis.

### L'Onomasticon
L'Onomasticon és un diccionari del dialecte àtic amb sinònims i frases, escrits no per ordre alfabètic sinó per matèries. És una obra que forneix informació sobre aspectes poc coneguts de l'antiguitat clàssica, objectes de la vida diària, sobre el teatre, la política. A més, conté nombroses citacions i fragments d'obres perdudes. William Smith en va extreure molta d'informació pel seu Dictionary of Greek and Roman Antiquities (Diccionari de les cultures antigues de Grècia i Roma). Però no tots els autors han valorat Pòl·lux igual com William Smith. Llucià de Samòsata el va satiritzar, tot dient que era una persona sense valor, que s'havia guanyat fama com a orador per pur desvergonyiment, i el va deixar molt malparat en el seu  Lexiphanes, una sàtira sobre la tendència a usar paraules fosques i obsoletes.
L'editio princeps de l'Onomasticon aparegué el 1502 a Venècia, obra d'Aldo Manuzio. No fou fins a 1541 que n'aparegué, per primera vegada, una traducció al llatí, que va fer l'obra de Juli Pòl·lux més assequible als lectors del Renaixement i va servir perquè a les universitats adoptessin vocabulari grec per anomenar algunes parts del cos.